# 强自修
强自修（1903年—1988年9月），字琢为，化名强枉笙，男，陕西宜君人，中华人民共和国政治人物，曾任甘肃省人大常委会副主任，中国人民政治协商会议第一届全体会议代表。